# Viaur-Viadukt
Der Viaur-Viadukt (französisch Viaduc du Viaur) ist eine einspurige stählerne Eisenbahnbrücke, die das Tal des Viaur in der Nähe von Tanus in Frankreich überspannt. Der Viadukt wurde gegen Ende des 19. Jahrhunderts von Paul-Joseph Bodin entworfen und unter seiner Leitung erbaut. Die Brücke ist Bestandteil der Eisenbahnstrecke Rodez–Carmaux.

## Lage
Der Viaur-Viadukt befindet sich auf dem Gebiet der Gemeinden Tauriac-de-Naucelle und Tanus. Da der Viaur hier gleichzeitig Departementsgrenze ist, schlägt der Viadukt auch den Bogen zwischen den Departements Aveyron und Tarn.

## Geschichte
Die erste Bahnstrecke in dieser Region war eine Verbindung von Carmaux nach Albi, welche die Besitzer der Kohlegruben in Carmaux, die Familie de Solages, erstellen ließen. Sie ging 1857 in Betrieb.
Schon zu Beginn des Second Empire bestanden staatliche Pläne, eine Bahnstrecke von Toulouse über Albi und Carmaux nach Rodez zu bauen. Das Unterfangen scheiterte jedoch an der unüberwindbaren Schlucht des Viaur. Erst gegen Ende des 19. Jahrhunderts hatte sich der Metallbau im Brückenbau soweit entwickelt, dass über die Realisierung solcher Bauwerke wie dem Viaur-Viadukt nachgedacht werden konnte.
1887 wurde das Projekt ausgeschrieben. Zu diesem Zeitpunkt entsprach die Planung noch einer herkömmlichen Ausführung in Mauerwerk. Erst im Verlauf der Projektierungsphase beeinflussten die entstehenden Stahlbaukonstruktionen die Entwürfe der Ingenieure. Neben fünf weiteren Ingenieuren beteiligten sich Gustave Eiffel und Paul-Joseph Bodin an der Ausschreibung. Erstaunlicherweise erhielt nicht Eiffel den Zuschlag, obwohl dieser auf reiche Erfahrung mit der Ponte Maria Pia in Portugal, dem Garabit-Viadukt und dem sich im Bau befindlichen Eiffelturm zurückgreifen konnte. Ausgewählt wurde wegen seiner technischen Innovation der Vorschlag von Bodin. Gebaut wurde die Brücke durch die Société de construction des Batignolles (heute Spie Batignolles), für welche Bodin tätig war.
Die Bauarbeiten wurden mit der Grundsteinlegung am 9. Mai 1895 aufgenommen und dauerten sieben Jahre. Am 5. Oktober 1902 konnte der Viaur-Viadukt durch den Tiefbau-Minister Émile Maruéjouls eingeweiht werden.
Die Eröffnung dieser Eisenbahnverbindung führte dank der günstigen Transportmöglichkeit schwerer Güter zu einem wirtschaftlichen Aufschwung der ganzen Region.
Der französische Maler Henri-Marcel Magne ließ sich höchstwahrscheinlich vom Viaur-Viadukt zu seinem Gemälde Construction d’un viaduc inspirieren.
1984 wurde der Viaur-Viadukt in das Inventar der Monuments historiques aufgenommen.

## Technische Beschreibung

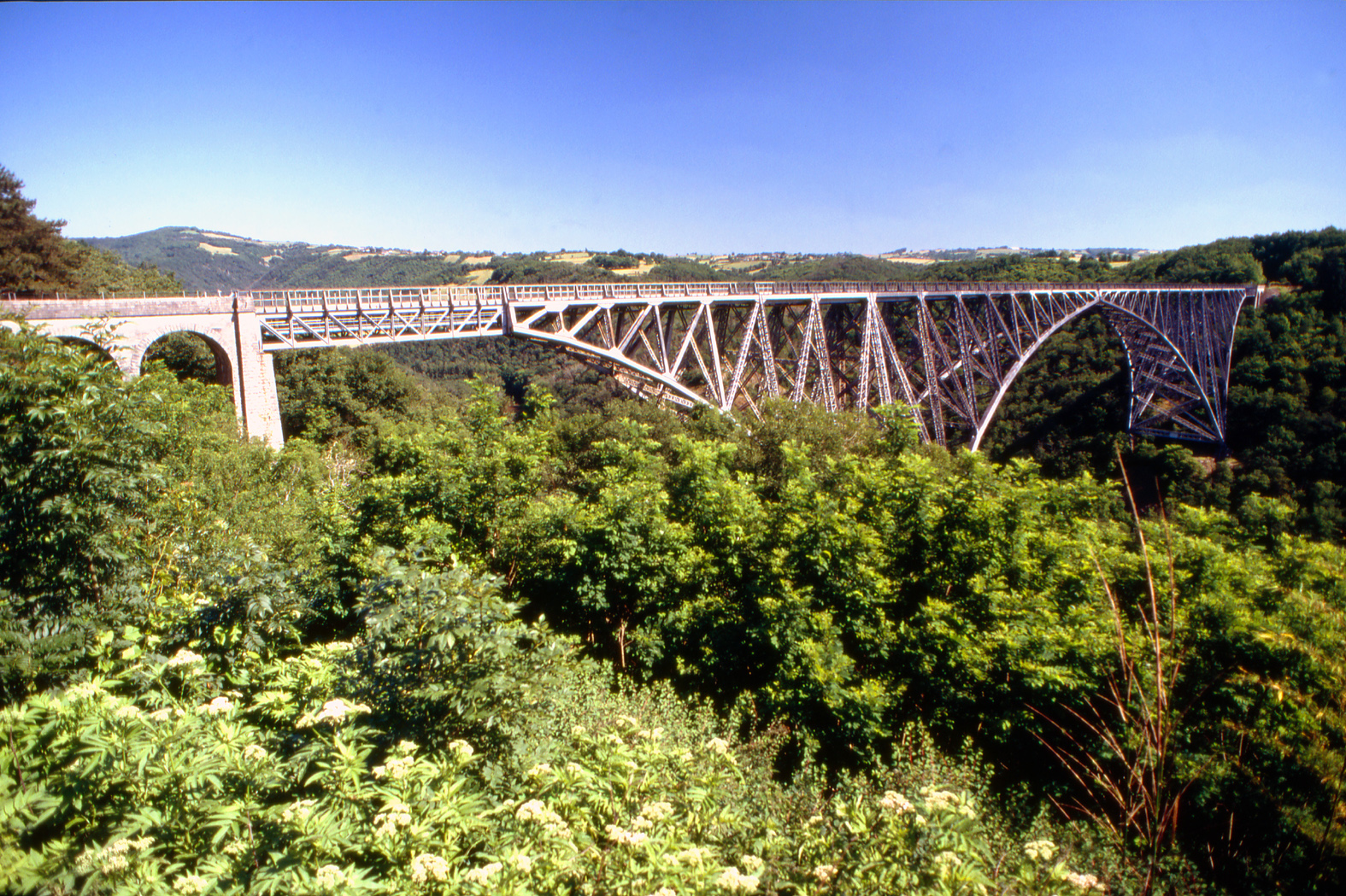
Sicht auf einen Randteil mit Einhängeträger

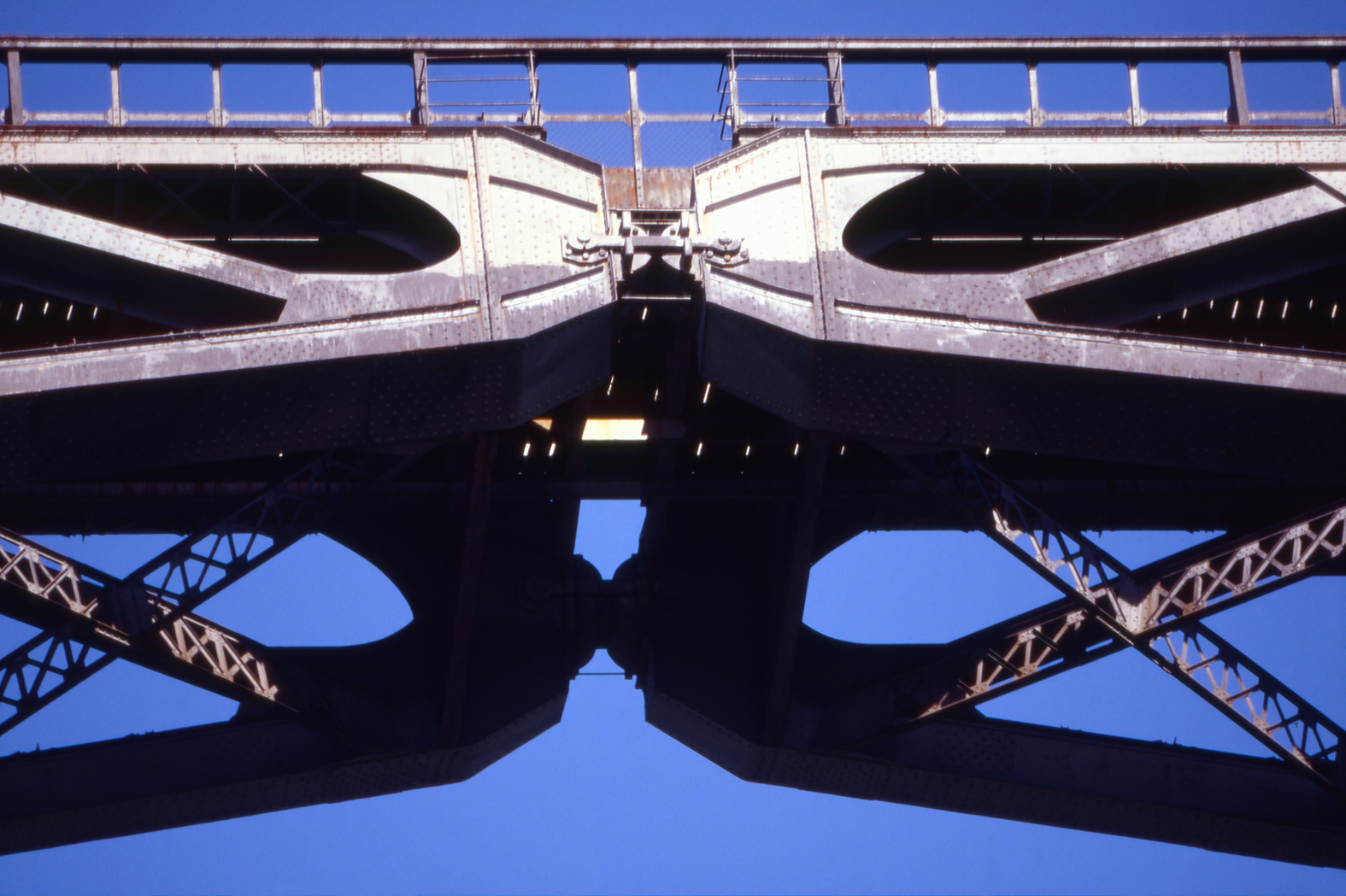
Das Scheitelgelenk des Dreigelenkbogens

Die Brücke enthält folgende Merkmale:
- Sie ist eine genietete Stahlbrücke.
- Das mittlere Feld ist ein Dreigelenkbogen mit aufgesetztem Fachwerk, dessen Obergurt die Fahrbahn trägt.
- Das Fachwerk über jeder Hälfte des Dreigelenkbogens setzt sich nach außen als je ein Kragträger fort. Am jeweiligen Trägerende und auf dem weiter außen folgenden Widerlager ist jeweils ein relativ kurzer Einhängeträger gelenkig gelagert. Die Brücke ist somit zum Teil[Anm 3] auch eine Auslegerbrücke mit Gerberträger.

In der Literatur wird die Brücke sowohl als Auslegerbrücke als auch als Dreigelenkbogenbrücke bezeichnet.
Von 460 m Gesamtlänge entfallen 410 m auf die Stahlkonstruktion und 50 m auf die beiden gemauerten Widerlager (kurze mehrbögige Steinbrücken).
Der Dreigelenkbogen hat eine Spannweite von 220 m. In Richtung der Widerlager kragt die Tragstruktur jeweils 69,6 m aus, die Einhängeträger sind jeweils 25,4 m lang. Der Bogenscheitel befindet sich 116 m über dem Viaur und hat eine Pfeilhöhe von 54,7 m. Die Brücke ist oben 5,9 m breit. Nach unten weitet sie sich stark aus und erreicht an den Lagern eine Breite von 33,4 m.
Das Scheitelgelenk wird durch vertikale und horizontale Kräfte belastet. Je nach Beanspruchung beträgt die Radialkraft im 200 mm dicken Gelenkbolzen 1500 bis 4200 kN.
Die etwa 3500 Tonnen Stahlteile werden von einer Million von Hand gesetzter Niete zusammengehalten. Diese Niete allein wiegen 160 Tonnen. Mit 80 Tonnen Anstrich ist die Brücke gegen Rost geschützt. Das  Mauerwerk der Auf- und Widerlager besteht aus etwa 4000 Kubikmeter Steinen.
Die äußeren Bogenfelder wurden auf einem Lehrgerüst  montiert. Von ihnen aus folgte die Herstellung der mittleren Bogenteile im Freivorbau.

## Bedeutung heute
Der Viaur-Viadukt ist bis heute die größte Stahlbrücke Frankreichs und hat mit seiner filigranen Bauweise nichts an Faszination eingebüßt.
Die Bahnverbindung Rodez-Albi ist mittlerweile von untergeordneter Bedeutung. Es verkehren jedoch noch täglich fahrplanmäßig mehrere Züge auf dieser Strecke (2015).
Zum nördlichen Ende der Brücke gelangt man von Saint-Martial und Malphettes aus über die D 574, das südliche Ende ist über Tanus oder Laval zu erreichen. Eine sehr gute Sicht bietet sich von der alten Straße N 2088 aus, welche den Viaur im Talgrund überquert, das Licht ist besonders am Abend gut.
Der Verkehr hat sich auch in dieser Region stark auf die Straße verlagert. Diesem Verkehrsaufkommen war die alte Straßenführung nicht mehr gewachsen. Aus diesem Grund wurde 1998 die Straßenbrücke Pont de Tanus eröffnet, die die Schlucht 1,7 Kilometer westlich des Eisenbahnviadukts überspannt. Diese neue Straßenbrücke wird ebenfalls mit Viaur-Viadukt bezeichnet, was zu Verwechslungen führen kann. Sie wurde ein knappes Jahrhundert nach dem Eisenbahnviadukt durch die Spie Batignolles errichtet.

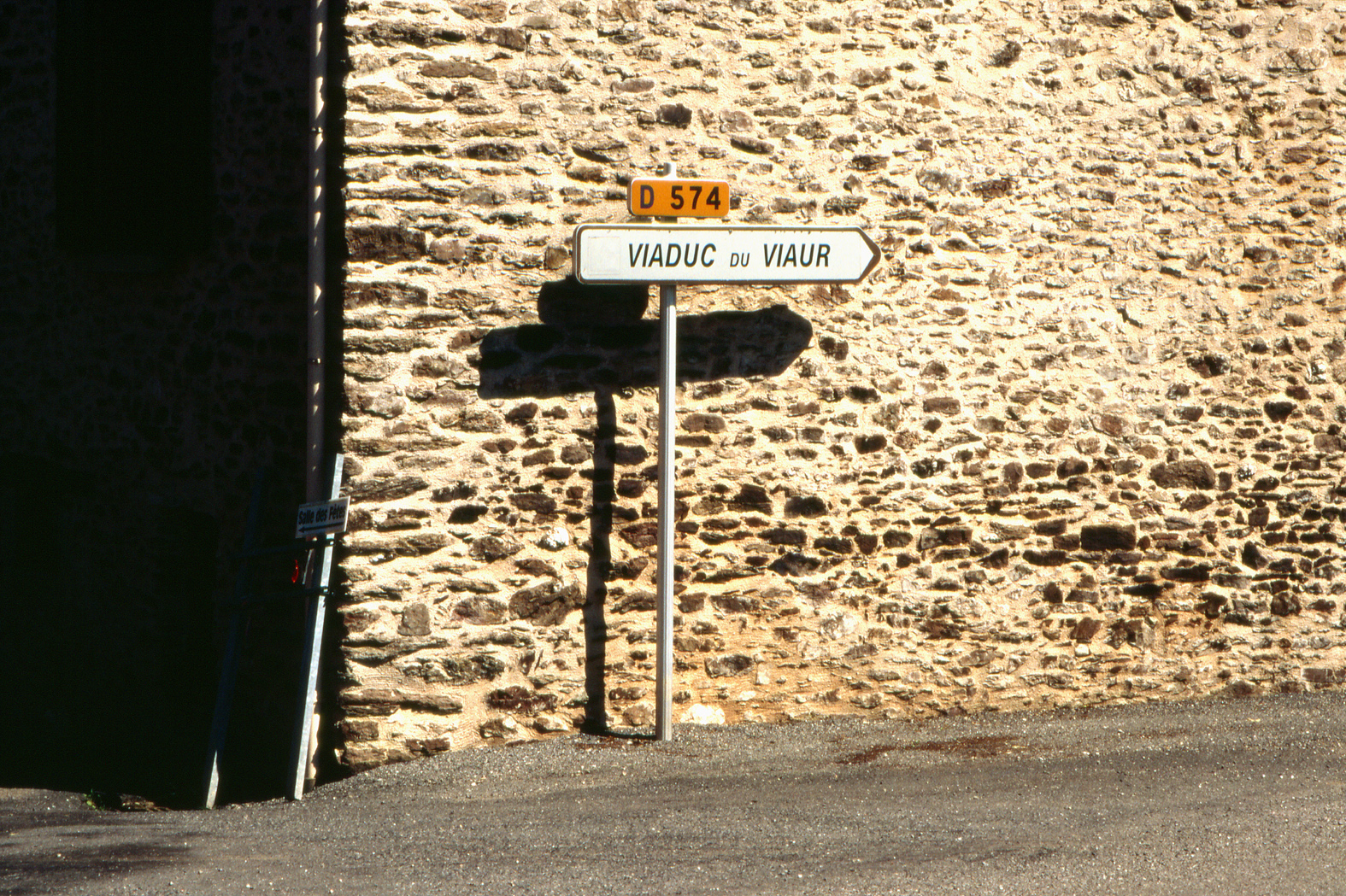
Straßenschild
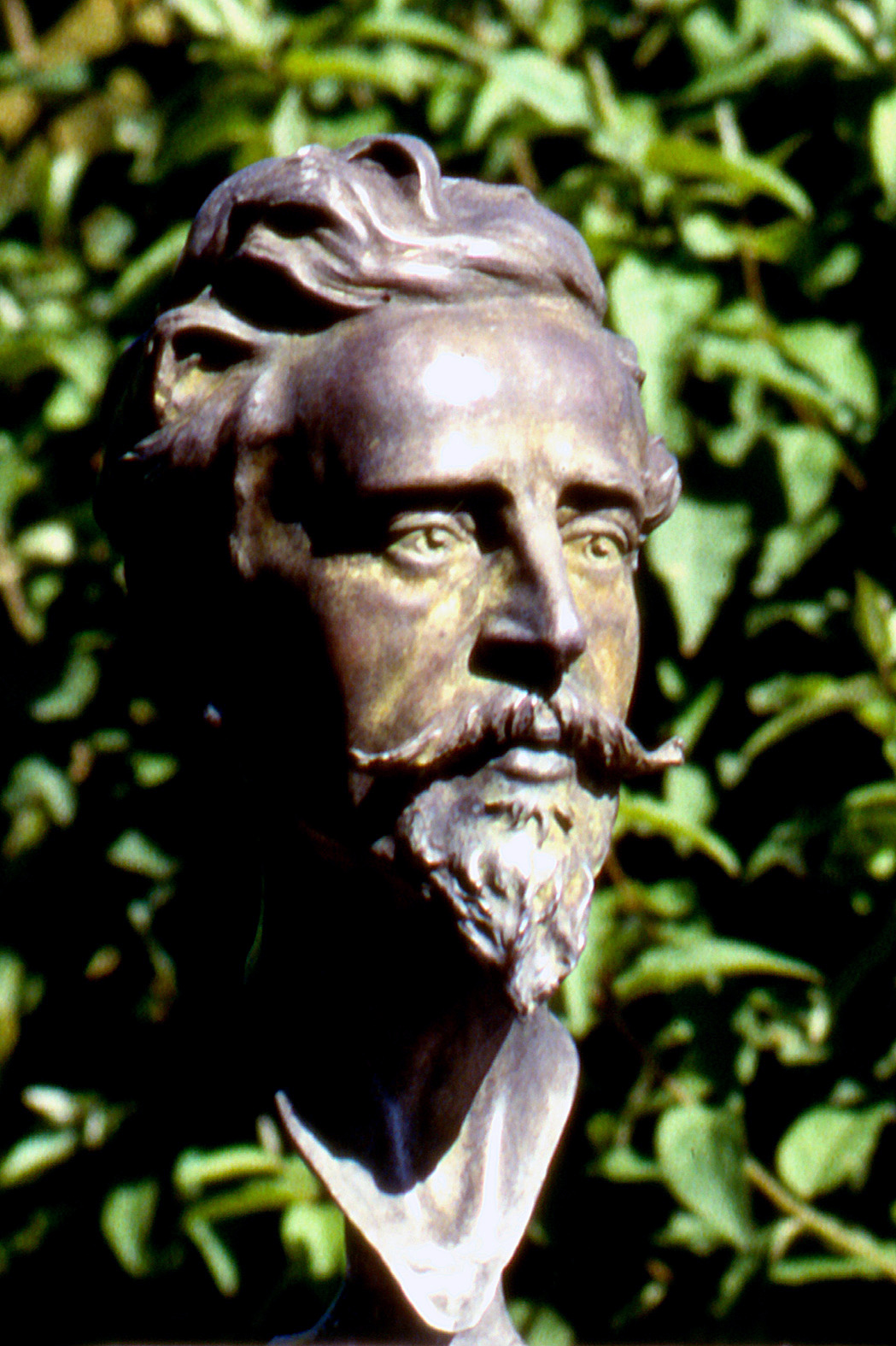
Paul-Joseph Bodin
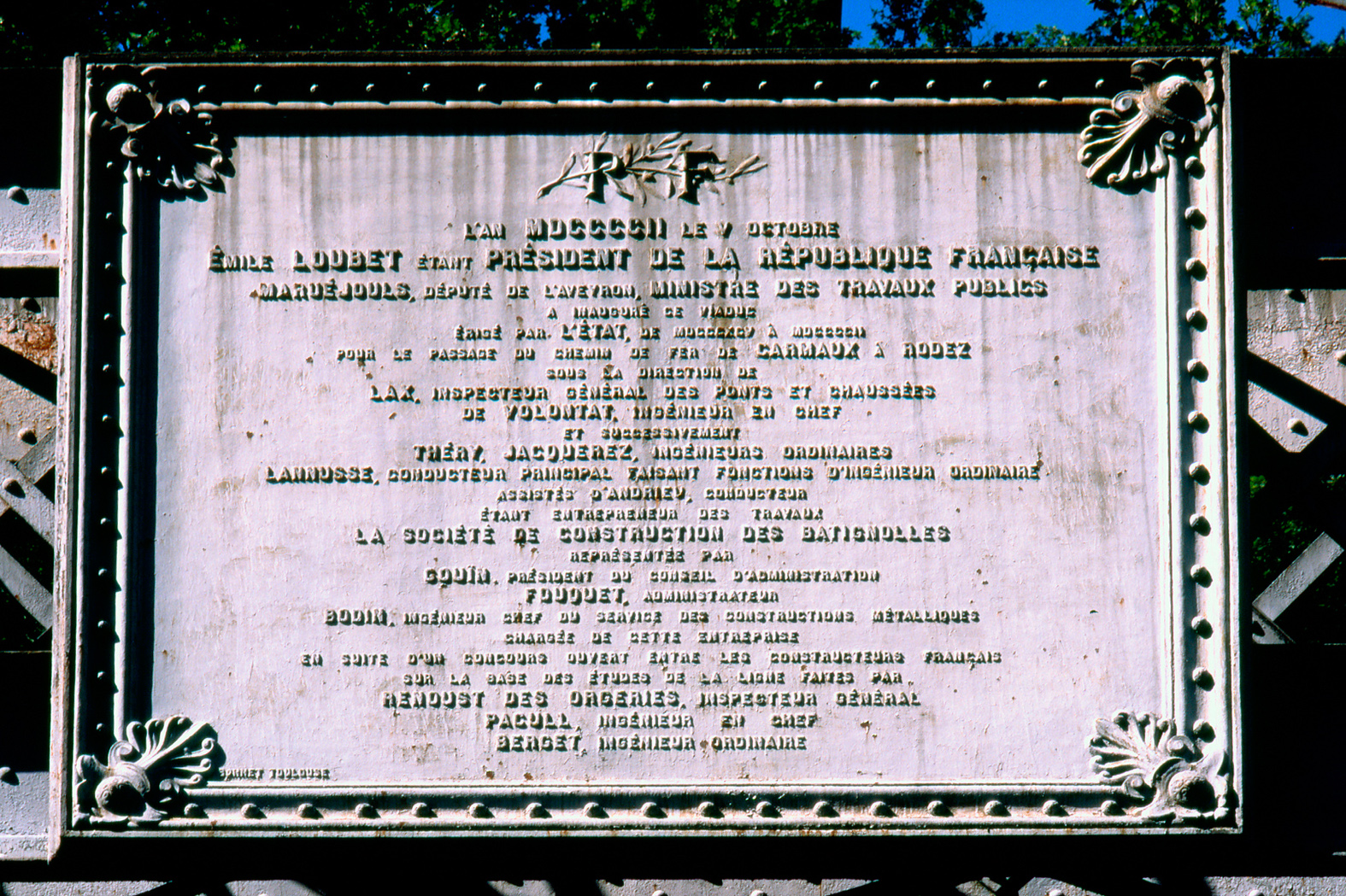
Erinnerungstafel
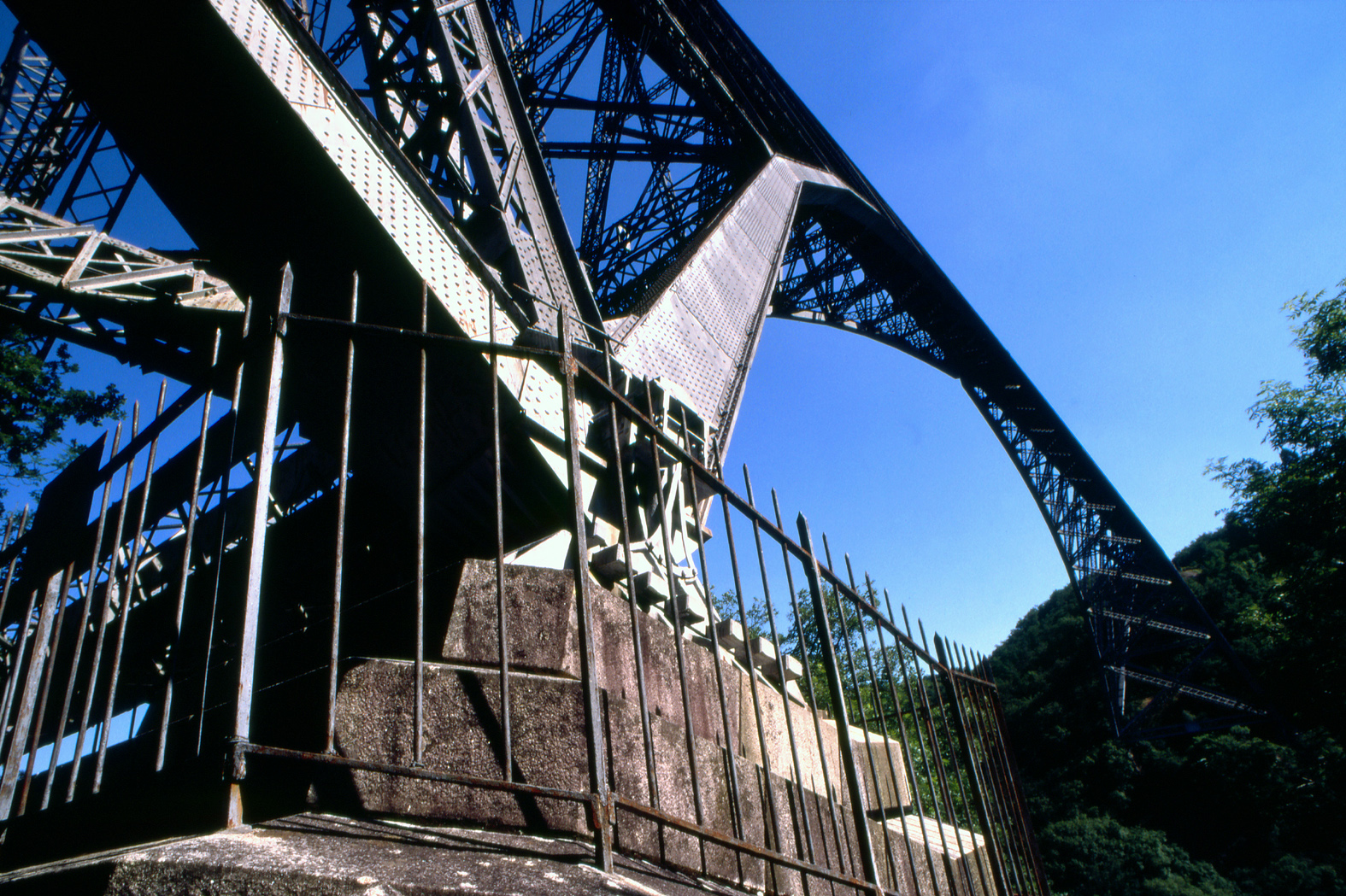
Nördliches Auflager
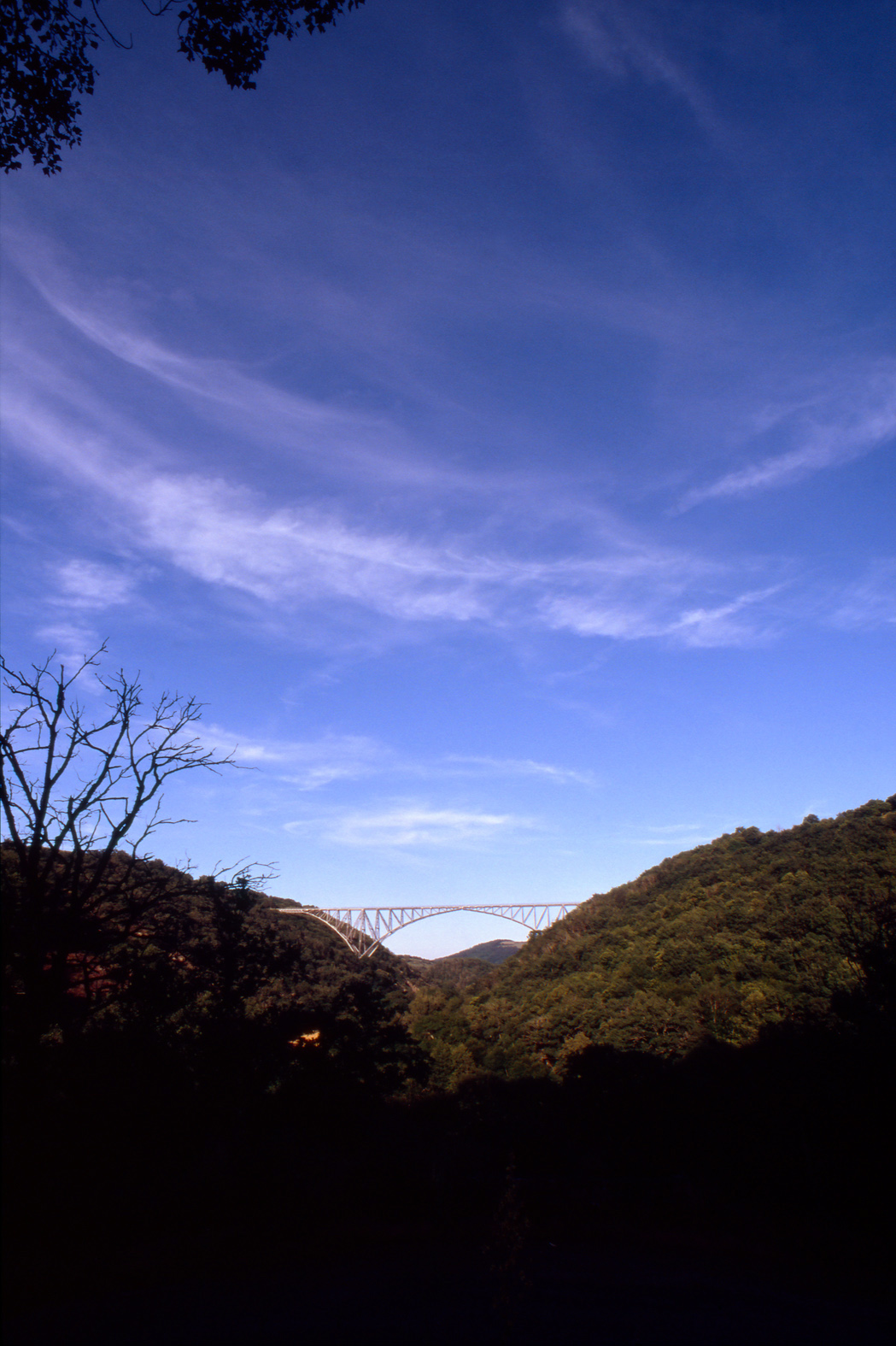
Viaur-Viadukt
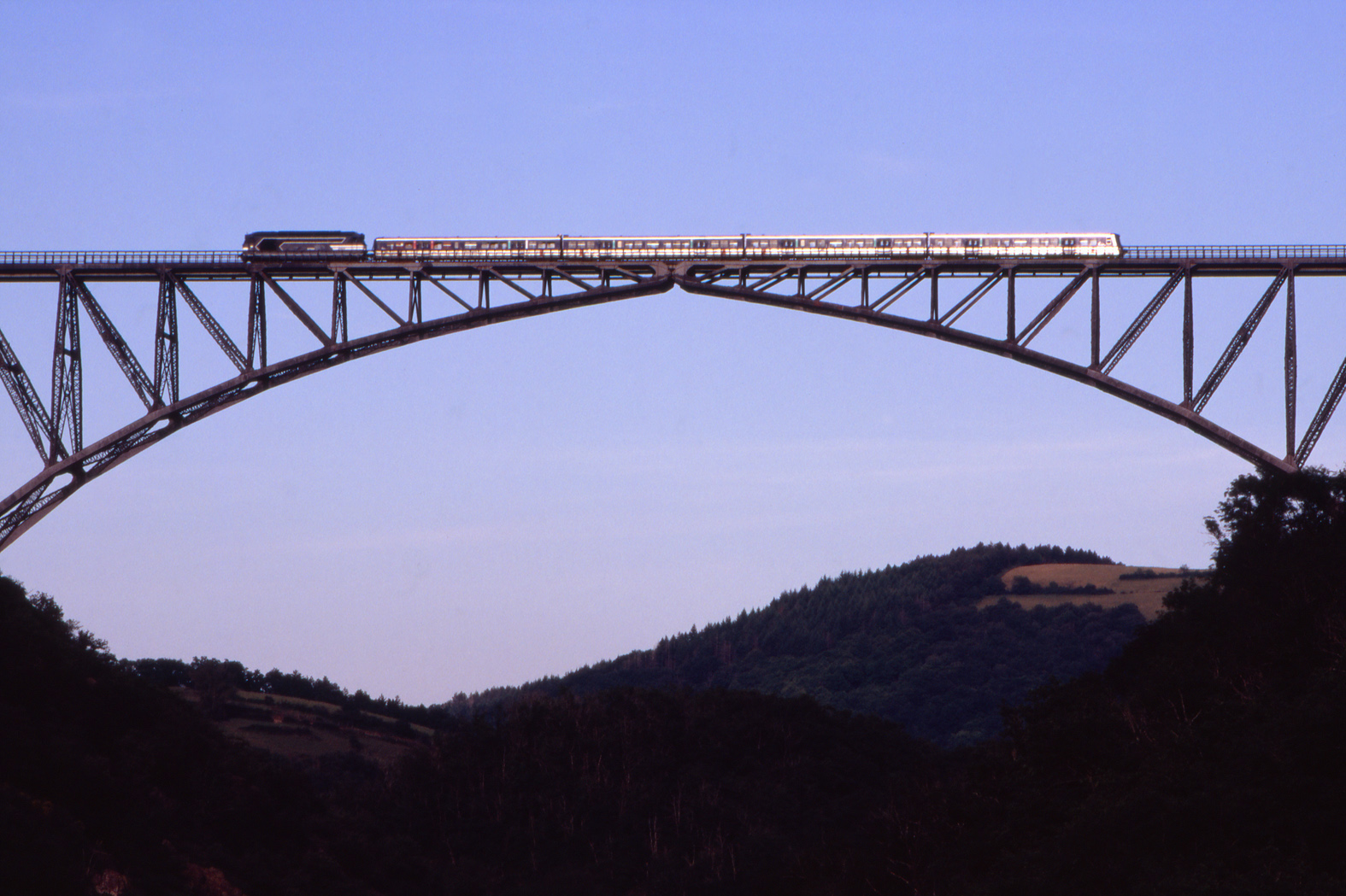
Abendstimmung
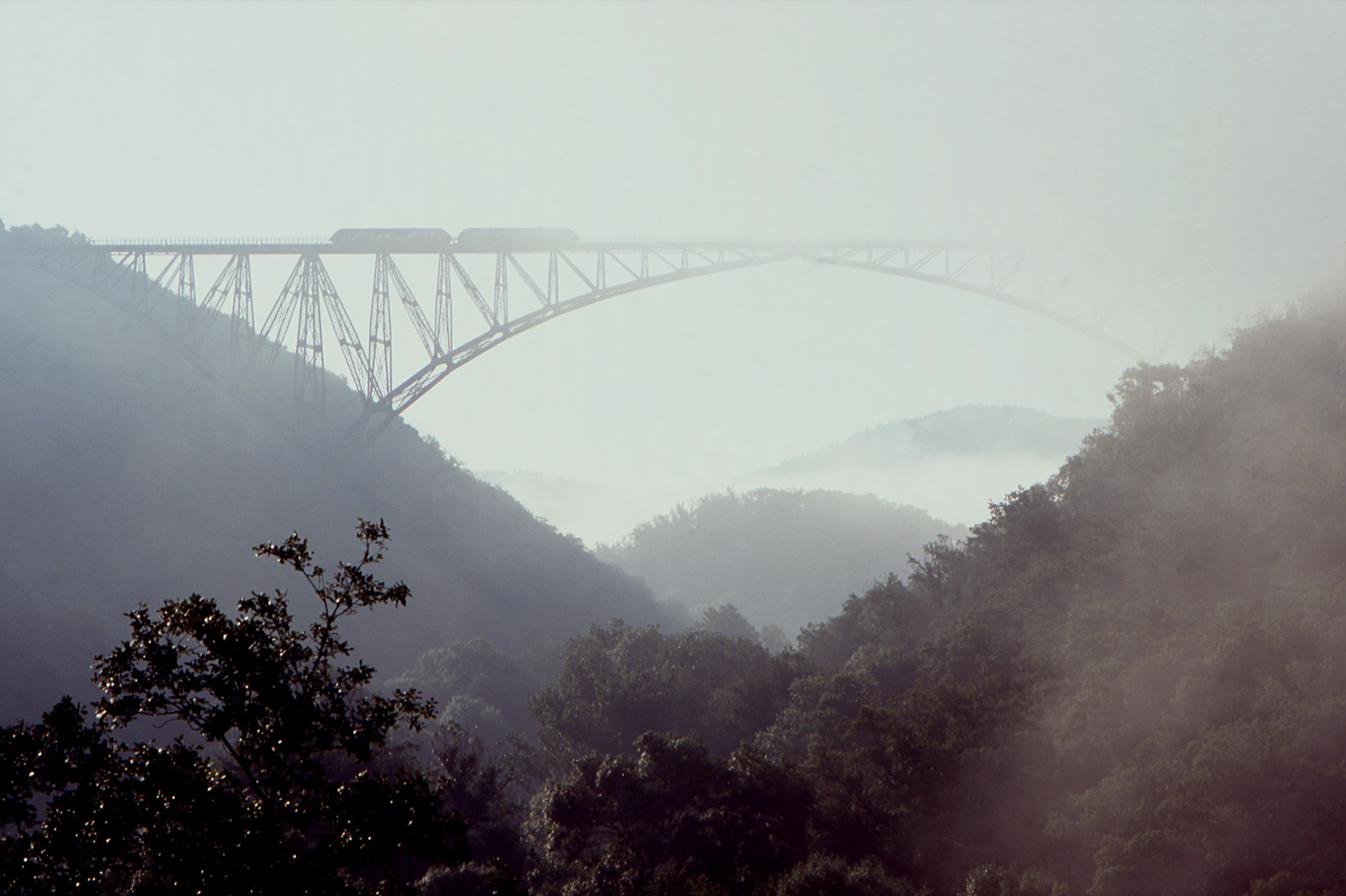
Frühnebel
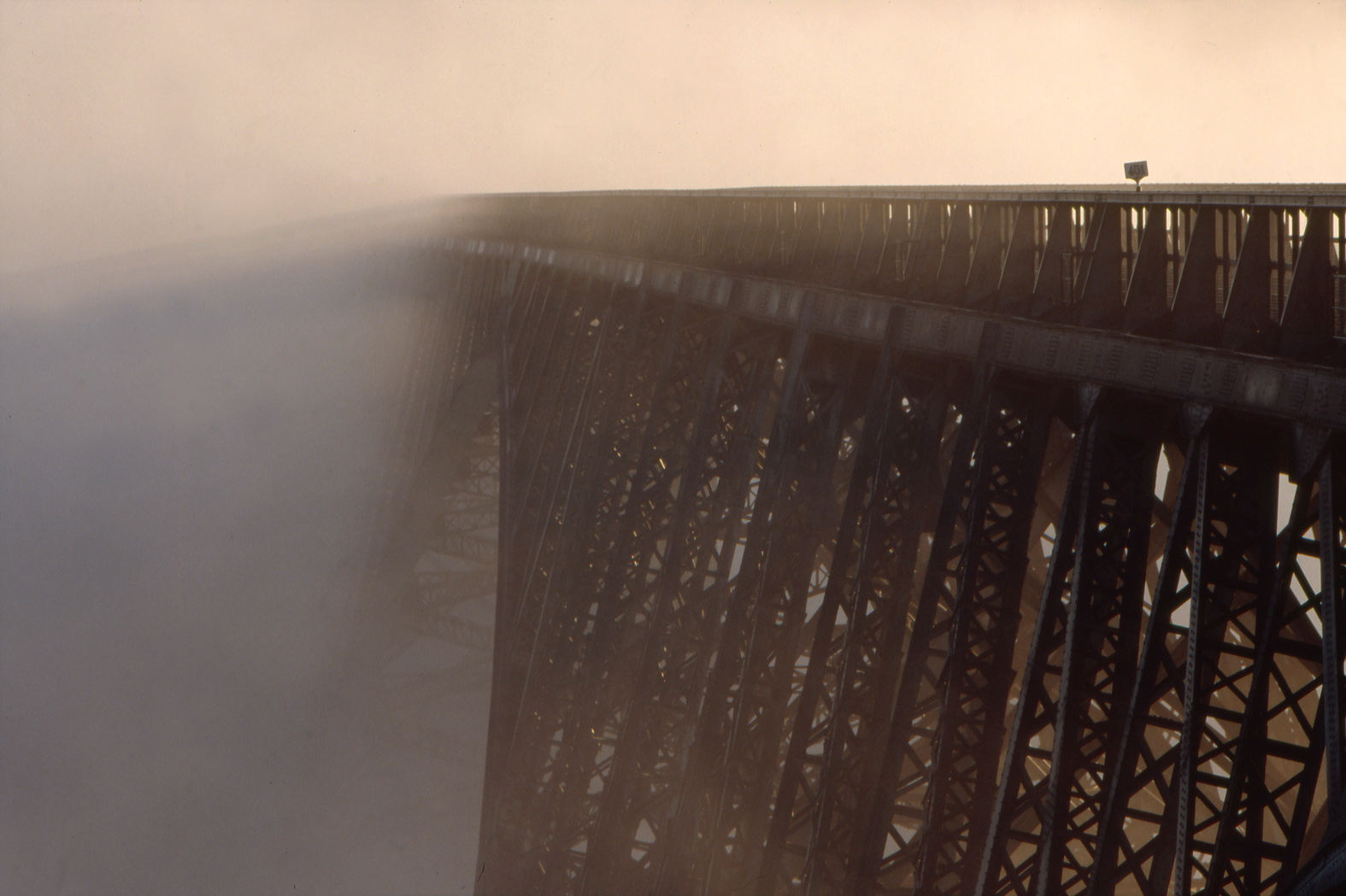
Struktur im Nebel

## UNESCO-Welterbe
Zusammen mit dem Viaduc de Garabit (auch in Frankreich), der Ponte Maria Pia und der Ponte Dom Luís I (beide in Portugal), der Ponte San Michele in Italien sowie der Müngstener Brücke in Deutschland bewerben sich die sechs Bauwerke unter dem Titel „Europäische Bogenbrücken des späten 19. Jahrhunderts“ als transnationales UNESCO-Welterbe.